# Peter Høeg

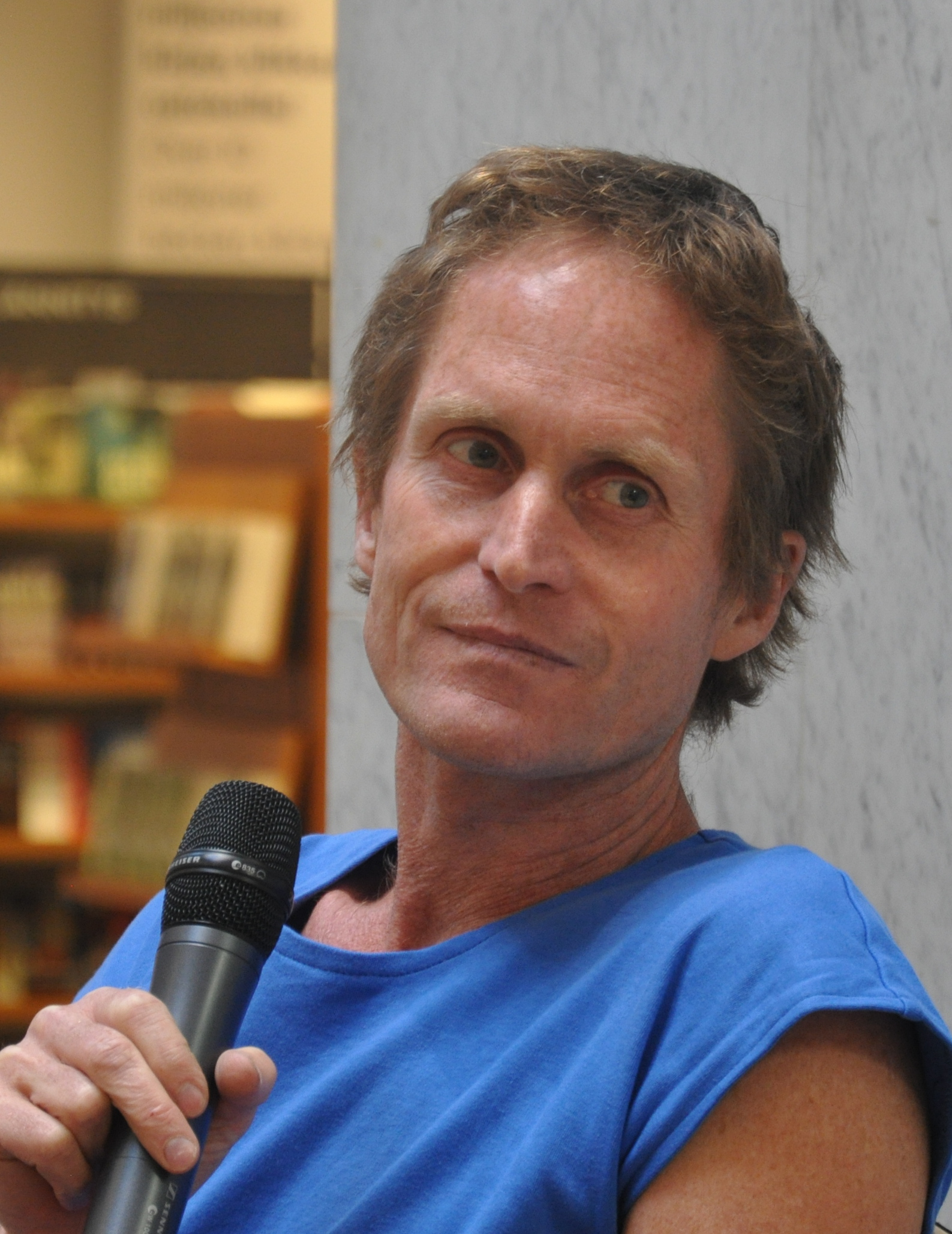
Peter Høeg (2015)

Peter Høeg (* 17. Mai 1957 in Kopenhagen) ist ein dänischer Schriftsteller. Er wurde international bekannt durch seinen Roman Fräulein Smillas Gespür für Schnee (1992).

## Leben
Peter Høeg ist der älteste Sohn eines Juristen im Staatsdienst und einer Dozentin für Latein und Deutsch. Im Jahr 1976 machte er sein Abitur am Gymnasium Frederiksberg, 1984 erwarb er den Titel Magister artium in Vergleichender Literaturwissenschaft an der Universität Kopenhagen. Anschließend absolvierte er in Schweden und Paris eine Ausbildung zum Schauspieler und Tänzer. Seinen Lebensunterhalt verdiente er eine Zeit lang als Schauspieler und Tänzer für klassisches Ballett auf verschiedenen dänischen und schwedischen Bühnen und als Dozent an der Universität Odense.
International berühmt wurde er 1992 durch seinen Roman Fräulein Smillas Gespür für Schnee (dänisch Frøken Smillas fornemmelse for sne) sowie die gleichnamige Verfilmung von Regisseur Bille August mit Julia Ormond in der Titelrolle. Der Film war der Eröffnungsfilm der Berlinale 1997.
Ab 1996 zog er sich für rund 10 Jahre aus der Öffentlichkeit zurück. Im Jahr 2007 gründete er eine Stiftung zugunsten von Frauen und Kindern in Entwicklungsländern. Sämtliche Einkünfte aus seinem Roman Die Frau und der Affe (1996) sowie fünfzehn Prozent aller übrigen Einnahmen, die Høeg in den nächsten zehn Jahren machte, flossen in die Høegsche Lolwe-Stiftung. Diese unterstützt Frauen und Kinder in Afrika und in den tibetanischen Flüchtlingslagern Indiens.
Høegs Werke wurden über 20 Millionen Mal verkauft. Er gab 2007 zu verstehen, keine weiteren Verfilmungen seiner Bücher erlauben zu wollen.
Peter Høeg lebt abwechselnd in der Nähe von Kopenhagen und Jütland (Dänemark). Mit seiner aus Kenia stammenden Ehefrau Akiniyi hat er zwei Töchter.

## Zitat
„For mennesker der har ressourcer, indtræffer de rigtige begivenheder. Det ligner tilfældigheder. Men de opstår af nødvendighed.“

„Bei Menschen mit Ressourcen passieren  die richtigen Dinge einfach. Sie sehen aus wie Zufälle. Doch sie entstehen aus der Notwendigkeit.“

## Auszeichnungen

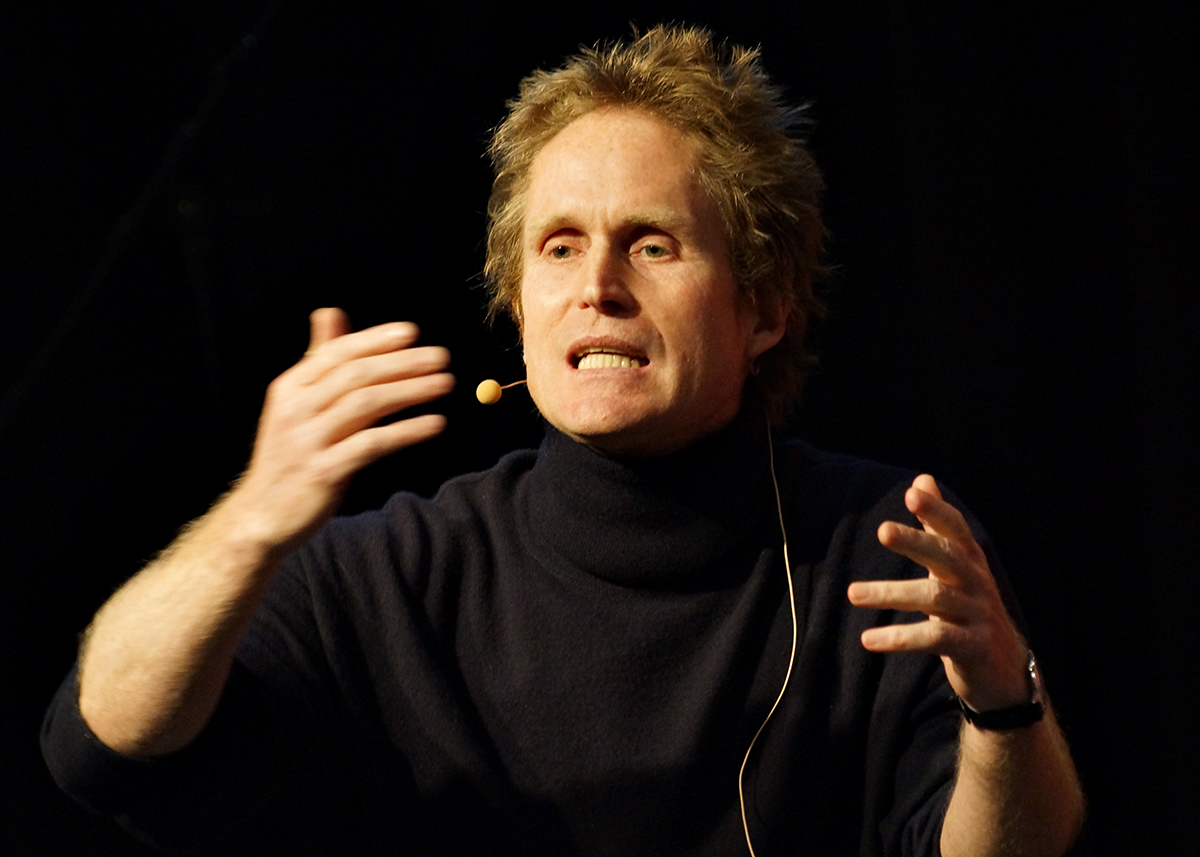
Peter Høeg (2012)

- 1988: Weekendavisens litteraturpris für den Roman Forestilling om det tyvende århundrede (dt.: Vorstellung vom zwanzigsten Jahrhundert)
- 1993: Kritikerprisen für den Roman De måske egnede (dt.: Der Plan von der Abschaffung des Dunkels)
- 1993: Glasnyckel für Frøken Smillas fornemmelse for sne (dt.: Fräulein Smillas Gespür für Schnee)
- 1994: De Gyldne Laurbær 1993
- 1994: CWA Silver Dagger für Smila’s Sense of Snow (dt.: Fräulein Smillas Gespür für Schnee)
- 1994: Dilys Award für Smila's Sense of Snow (dt.: Fräulein Smillas Gespür für Schnee)
- 1995: Deutscher Krimipreis – International 2 für Fräulein Smillas Gespür für Schnee

## Werke
- 1988, Debütroman: Forestilling om det tyvende århundrede.(dt.: Vorstellung vom zwanzigsten Jahrhundert. Hanser, München 1992, ISBN 3-446-16110-4)[8] Rowohlt, Reinbek bei Hamburg 2000, ISBN 978-3-499-22769-1[9]
- 1990 hat Peter Høeg eine Sammlung von Erzählungen unter dem Titel Fortællinger om natten veröffentlicht (dt.: Von der Liebe und ihren Bedingungen in der Nacht des 19. März 1929. Hanser, München, 1996, ISBN 3-446-17309-9; Neuauflage als rororo-Taschenbuch, Reinbek bei Hamburg, 1998, ISBN 3-499-22314-7). Hat er in einer vorausgegangenen Anthologie von Kurzgeschichten noch mit dem Magischen Realismus Lateinamerikas gespielt, so lehnt er sich hier stilistisch an Karen Blixen an. Die ursprünglich neun Erzählungen befassen sich in Variationen mit dem Thema der Liebe.
- 1992: Die Handlung des Romans Frøken Smillas fornemmelse for sne. (dt.: Fräulein Smillas Gespür für Schnee. Hanser, München 1994, ISBN 3-446-17683-7) ist in Kopenhagen und Grönland angesiedelt. Die Hauptperson Smilla Jaspersen, die als halbe Grönländerin immer wieder zwischen ihrer Inuit-Herkunft und der dänischen Wahlheimat schwankt, ist eine Mathematikerin und Geographin. Sie kommt einem Verbrechen auf die Spur, als der kleine Inuitjunge, der in ihrem Wohnblock in Kopenhagen wohnt, vom Dach fällt und stirbt. (Eine Neuauflage als Taschenbuch erfolgte 1996 bei Rowohlt in Reinbek bei Hamburg ISBN 3-499-13599-X; verfilmt, Regie Bille August, 1997)
- 1993: De måske egnede. (dt.: Der Plan von der Abschaffung des Dunkels. Hanser, München, 1995, ISBN 3-446-17820-1). Dieser Roman handelt vom Weg der Hauptperson durch Waisenhäuser, Kinderheime und eine Internatsschule bis zur (rettenden) Adoption in der Pubertät. Gewalterfahrungen, Misshandlungen durch Betreuer und andere Kinder sowie Überlebensstrategien von Schicksalsgenossen zeichnen ein knallhartes Bild der Heimkinder-Realität. An der Internatsschule steigt der Spannungsbogen, weil die Kinder einen Plan erfühlen, nach dem gesteuert wird. Die Absichten, Motive und Ziele bleiben verborgen. – Der Roman wurde für den Literaturpreis des Nordischen Rates nominiert.
- 1996 ist der Roman Kvinden og aben. (dt.: Die Frau und der Affe. Hanser, München 1997, ISBN 3-446-18880-0) erschienen. Eine Alkoholikerin rettet einen riesigen Affen vor biologischen Experimenten. Høeg nutzt die Geschichte zur Zivilisationskritik. Der „Affe“ ist in Wirklichkeit Mitglied einer intelligenteren und ethischeren Spezies als der Mensch. Dass er äußerlich in das „Kleid“ eines Affen gehüllt ist, unterstreicht die Bereitschaft der Menschen, an einem vorgefassten Bild / Vorurteil / mentalen Modell festzuhalten.[10]
- 1997: Hommage à Bornonville und Urteil in Sachen Gerichtspräsident Ignatio Landstad Rasker, Geschichten, in: Die Liebenden einer Nacht. Fünf Liebesgeschichten von vier europäischen Erzählern, mit Gustaw Herling, Antonio Tabucchi, Aleksandar Tišma, dtv, München, 1997, ISBN 3-423-20011-1.
- 2001: Reise in ein dunkles Herz. Spiegelbild eines jungen Mannes im Gleichgewicht. Erzählungen (Übersetzt von Monika Wesemann). Rowohlt, Reinbek bei Hamburg 2001, ISBN 3-499-22973-0.
- 2006: Den stille pige (dt.: Das stille Mädchen. Hanser, München 2007, ISBN 978-3-446-20824-7). Darin befindet sich die Hauptperson Kaspar Krone im Dialog mit dem Weiblichen. Auch hier nimmt er das Thema Liebe wieder auf.
- 2010: Elefantpassernes børn. (dt.: Die Kinder der Elefantenhüter. Hanser, München, 2010, ISBN 978-3-446-23552-6) handelt von der Suche zweier Kinder nach ihren Eltern, die zugleich zur Suche nach einer Tür wird, „die sich zur Freiheit öffnet“, zur Suche nach den Momenten des Glücks oder denen des Schreckens. Mystik und verschiedene Religionen wie auch kriminelles Verhalten greifen in die Handlung ein.
- 2015 wird Effekten af Susan (deutsch: Der Susan-Effekt, übersetzt von Peter Urban-Halle, Hanser, München, 2015, ISBN 978-3-446-24904-2) veröffentlicht. Ein Komplott zur Beseitigung der Demokratie in Dänemark läuft vor dem Hintergrund des Klimawandels. Die Protagonisten verfügen über ungewöhnliche kommunikative und physische Fähigkeiten.
- 2018: Gennem dine øjne (deutsch: Durch deine Augen, übersetzt von Peter Urban-Halle, Hanser, München, 2019, ISBN 978-3-446-26168-6)

## Bearbeitungen
- Der Roman Fräulein Smillas Gespür für Schnee wurde 1995 von SWF/NDR als Hörspiel produziert.[11]